# Шаззо, Казбек Гиссович
Шаззо Казбек Гиссович (18 февраля 1939, аул Казанукай, Теучежский район, Адыгея — 6 мая 2015) — доктор филологических наук, профессор; член-корреспондент РАЕН (1996); член Союза писателей РФ; заслуженный деятель наук Республики Адыгея.

## Биография
Родился 18 февраля 1939 года в ауле Казанукай Теучежского района Адыгеи.
В 1964 году окончил филологический факультет Адыгейского государственного педагогического института. После окончания учёбы работал завучем в Казанукаевской восьмилетней школе.
Окончил аспирантуру на кафедре советской литературы при Московском государственном педагогическом институте имени В. И. Ленина.
С 1980 по 2011 гг. руководил кафедрой литературы и журналистики филологического факультета Адыгейского государственного университета.
Председатель Союза учёных Республики Адыгея; председатель Адыгейского республиканского центра Международной Адыгейской (Черкесской) академии наук.
Умер 6 мая 2015 года.

## Награды и премии
- Заслуженный деятель наук Республики Адыгея,
- Лауреат Государственной премии Республики Адыгея в области науки,
- Медаль «Слава Адыгеи» (2013)[2].